# Zgromadzenie Sióstr Opatrzności Bożej
Opatrznościanki – pełna nazwa Zgromadzenie Sióstr Opatrzności Bożej (łac.Congregatio Sororum a Divina Providentia) – żeńskie zgromadzenie zakonne.
Zgromadzenie zakonne założone w 1857 roku we Lwowie przez Antoninę Mirską z inicjatywy arcybiskupa lwowskiego Łukasza Baranieckiego. 17 lipca 1867 r. zgromadzenie uzyskało urzędowy dekret Świętej Kongregacji dla Biskupów i Zakonników, mocą którego papież Pius IX uznał i zatwierdził Zgromadzenie Sióstr Opatrzności Bożej jako zgromadzenie zakonne, oparte na trzech ślubach zwyczajnych, pod kierownictwem przełożonej generalnej. Ostateczne zatwierdzenie Konstytucji nastąpiło 25 kwietnia 1949 r. Zgromadzenie przyjęło duchowość św. Ignacego Loyoli, a jego zawołanie: „Wszystko na większą chwałę Bożą”, rozbrzmiewa do dziś.
Formy apostolstwa:
- wychowanie i kształcenie dzieci i młodzieży żeńskiej osieroconej oraz zaniedbanej wychowawczo i moralnie;
- prowadzenie szkół, przedszkoli, domów dziecka, internatów i zakładów naukowo wychowawczych;
- katechizacja i wpajanie chrześcijańskich zasad moralnych dzieciom i młodzieży;
- pomoc rodzinom wielodzietnym, niepełnym, rozbitym i potrzebującym wsparcia;
- różne formy pracy parafialnej;
- troska o powołania misyjne i posługa na misjach;

Dom generalny w Grodzisku Mazowieckim.
Placówki w Polsce: Bielsk Podlaski, Częstochowa, Golina, Irena, Janów Lubelski, Jastrowie, Kraśnik, Kutno, Lublin, Łąka, Międzyrzec Podlaski, Nowogard, Nowosielce, Pępowo, Przemyśl, Raszyn, Szczawnica, Turek, Turza Śląska, Trzebiatów, Twardogóra, Wielka Wieś, Wodzisław Śląski, Zbrosławice, Zielona Góra, Żelechów.
Placówki misyjne: dwie w Japonii, dwie w Kamerunie, dwie w Szwajcarii, dwie we Włoszech, dwie na Ukrainie.